# Dundalk F.C.
Dundalk Football Club (irl. Cumann Peile Dún Dealgan) – irlandzki klub piłkarski z siedzibą w mieście Dundalk w hrabstwie Louth.
Założony w 1903 roku klub Dundalk gra obecnie w drugiej lidze irlandzkiej, a pod względem zdobytych tytułów jest drugim klubem w Irlandii. Tradycyjne barwy klubu to białe koszulki i czarne spodenki - od barwy koszulek pochodzi przydomek klubu The Lilywhites. Swoje mecze domowe Dundalk rozgrywa na mogącym pomieścić 6000 widzów stadionie Oriel Park.
Największym rywalem klubu Dundalk w hrabstwie Louth jest klub Drogheda United.
W 2024 roku klub spadł do drugiej ligi, w której ostatni raz grał w 2008 roku.

## Osiągnięcia
- Mistrz Irlandii (14): 1932/33, 1962/63, 1966/67, 1975/76, 1978/79, 1981/82, 1987/88, 1990/91, 1994/95, 2014, 2015, 2016, 2018, 2019
- Puchar Irlandii (FAI Cup) (12): 1942, 1949, 1952, 1958, 1977, 1979, 1981, 1988, 2002, 2015, 2018, 2020
- Puchar Ligi (Football League of Ireland Cup) (5): 1977/78, 1980/81, 1986/87, 1989/90, 2014
- League of Ireland Shield (2): 1966/67, 1971/72
- Top Four Cup (2): 1963/64, 1966/67
- Leinster Senior Cup: (6): 1950/51, 1960/61, 1970/71, 1973/74, 1976/77, 1977/78
- President's Cup (9): 1930/31, 1951/52, 1963/64, 1964/65, 1979/80, 1980/81, 1981/82, 1988/89, 1989/90
- Dublin City Cup (5): 1937/38, 1942/43, 1948/49, 1967/68, 1968/69
- Inter City Cup: 1942

## Historia
Pierwsza prasowa wzmianka o zorganizowanym futbolu w mieście Dundalk pojawiła się w miejscowej gazecie Dundalk Democrat 17 grudnia 1892 roku. Gazeta z tego dnia poinformowała czytelników o meczu piłkarskim, który odbył się dziewięć dni wcześniej. W tym historycznym spotkaniu klub o nazwie Dundalk pokonał drużynę Institution 2nd XI 1:0. Stopniowo sport znajdował coraz większe oparcie w rozwijającym się mieście, które mocno było powiązane z wojskową i kolejową infrastrukturą znajdującą się między Dublinem a Belfastem oraz z miejscowymi portami morskimi. Wspomniana drużyna z Dundalk jeszcze przed końcem XIX stulecia weszła w skład związku piłkarskiego Leinster Football Association pod nazwą Dundalk Rovers. W sezonie 1900/1901 klub zadebiutował w lidze Leinster Senior League (liga prowincji Leinster). Dundalk Rovers był największym klubem miasta Dundalk do wybuchu I wojny światowej w 1914 roku.
Wkrótce zaczęły powstawać w okolicy nowe kluby, a wśród nich założony w sierpniu 1903 roku Great Northern Railway Association Club (w skrócie zwany Dundalk GNR), protoplasta dzisiejszego Dundalk Football Club. Nowy klub w latach 1905–1914 grał w lidze Dundalk and District League. Domowe mecze klub rozgrywał na stadionie Athletic Grounds. Lata wojny oraz okres walk o niepodległość Irlandii przerwały rozgrywki ligowe, które wznowione zostały w sezonie 1919/1920. W 1921 roku, w związku z odzyskaniem przez Irlandię niepodległości, powstała irlandzka federacja piłkarska (Football Association of the Irish Free State, w skrócie FAIFS, później przekształcona w FAI, czyli Football Association of Ireland). Dotychczasowa ogólnoirlandzka federacja piłkarska Irish Football Association (IFA) na skutek podziałów politycznych organizowała odtąd rozgrywki futbolowe tylko w brytyjskiej części Irlandii, czyli w Irlandii Północnej.
Pierwszym sezonem pierwszej ligi niepodległej Irlandii (Free State Senior League, później League of Ireland) był sezon 1921/1922. W lidze tej zagrały jedynie kluby z Dublina, więc Dundalk GNR nie wziął udziału w pierwszych rozgrywkach pierwszoligowych. Grające w nowej pierwszej lidze kluby pochodziły z ligi Leinster Senior League, która stała się teraz drugą ligą. Do ligi tej dzięki zwolnionemu miejscu awansował m.in. klub Dundalk GNR i zadebiutował w niej w sezonie 1922/1923 jako jedyny klub spoza Dublina. Pierwszy mecz nie był zbyt udany, gdyż 7 października 1922 roku klub przegrał 1:2 z Inchicore United. Pomimo nie najlepszego początku klub szybko dostał się do czołówki ligi. W sezonie 1925/1926 Dundalk GNR kosztem Pioneers FC awansował do 10-zespołowej Free State Senior League, wyprzedzając w lidze kluby Bendigo FC i Drumcondra. W ciągu zaledwie czterech sezonów klub zdołał awansować z ligi miasta Dundalk i okolic (Dundalk and District League) poprzez Leinster Senior League do najwyższej ligi Irlandii -  Irish Free State Senior League w której grały wtedy Shelbourne, Bohemians i Shamrock Rovers. Klub, wciąż znany pod nazwą Dundalk GNR, na swój pierwszy pierwszoligowy mecz udał się do miasta Cork, gdzie 21 sierpnia 1926 roku przegrał 1:2 z miejscowym klubem Fordsons.
W roku 1930 klub zmienił nazwę na Dundalk Football Club, która obowiązuje do dziś. W sezonie 1932/1933 Dundalk pierwszy raz w swej historii zdobył tytuł mistrza Irlandii. Jest pierwszym klubem spoza Dublina, który zdobył mistrzostwo po odzyskaniu niepodległości. Dundalk wraz z Bohemians i Shamrock Rovers może poszczycić się najdłuższym nieprzerwanym okresem gry w I lidze. W 1936 roku klub przeniósł się na do dziś używany stadion Oriel Park. W latach 70. i 80. klub Dundalk popisał się serią pięciu meczów u siebie bez porażki w europejskich pucharach grając przeciwko takim zespołom jak: PSV Eindhoven, Hajduk Split, Celtic F.C., FC Porto oraz Tottenham Hotspur. Klub zdobył 11 tytułów mistrzowskich, ponadto 9-krotnie zdobył Puchar Irlandii, oraz 5 razy był finalistą Pucharu Irlandii. Jest jednym z najbardziej utytułowanych klubów w swym kraju. Niemal stu piłkarzy grających w klubie Dundalk dostąpiło zaszczytu gry w reprezentacji narodowej Irlandii lub reprezentacji Ligi Irlandii.
8 marca 2007 roku Dundalk rozegrał na Oriel Park swój ligowy mecz numer 2000 – przeciwnikiem była drużyna Finn Harps.